# تمدن و تفکر غربی
تمدن و تفکر غربی، نوشته رضا داوری اردکانی، در سال ۱۳۵۵ شمسی گردآوری چند مقاله است که قبلاً در مجلات «فرهنگ و زندگی»، «دانشکده ادبیات و علوم انسانی دانشگاه تهران»، «الفبا»، «فلسفه» چاپ شده است.
عنوان یکی از مقالات این کتاب «بشر از نظرگاه متفکران یونانی و مسیحی»، است. مؤلف در این مقاله تفکر متداول دربارهٔ بشر و اینکه امروز او را حیوان ابزارساز می‌دانیم و به او به مثابه شیئی در میان اشیاء و جانوری در میان جانوران نظر می‌کنیم، حاصل تفکر متافیزیک می‌داند و از این رهگذر می‌کوشد مقایسه‌ای میان تفکر یونان و مسیحیت در باب انسان انجام دهد. وی بر این باور است که بشر از منظر مسیحیت، با جهان و در جهان تبیین نمی‌شود. درست است که در سلسله مراتب ارزش‌های جهان برای او هم شأن و مقامی معلوم شده است، اما او از همه موجودات جداست و تقدیر و سرنوشتی دارد که از روی نظام طبیعت قابل تفسیر نیست. سپس به دیدگاه‌های آگوستین و دیگر متألهان مطرح مسیحی در باب انسان می‌پردازد و آن‌ها را بررسی می‌کند.
مقاله دیگر با عنوان «عنایت الهی در فلسفه توماس آکویناس» به نسبت میان خالق و مخلوق از دیدگاه قدیس توماس آکویناس پرداخته است و با الفاظ و اصطلاحات خاص فلسفه اسلامی و فلسفه قرون وسطای مسیحیت می‌کوشد نحوه صدور و خلق عالم به‌دست خداوند از دیدگاه مسیحیت و نظر قدیس توماس آکویناس را دراین‌باره جویا شود